# Изложба „Простор” (1972)
Изложба „Простор” се одржала јуна 1972. године у Галерији Удружења ликовних уметника Србије, у улици Вука Караџића 10.

## Жири
Ужи избор радова за изложбу је извршио стручни Жири у следећем саставу:
- Иван Кожарић, вајар
- Алекса Челебоновић, ликовни критичар
- Јерко Денегри, ликовни критичар
- Братислав Стојановић, инжењер архитектуре
- Јован Секулић, директор Завода за заштиту споменика културе града Београда

## Излагачи
1. Јован Арсеновић
2. Ана Виђен
3. Милун Видић
4. Ратко Вулановић
5. Душан Гаковић
6. Олга Јеврић
7. Мира Јуришић
8. Томислав Каузларић
9. Момчило Крковић
10. Никола Милуновић
11. Милија Нешић
12. Славољуб Радојчић
13. Мира Сандић Марковић
14. Војин Стојић
15. Милорад Ступовски